# اردک ماهی‌خوار کلاه‌دار
اردک ماهی‌خوار یا مرگوس کلاه‌دار (نام علمی: Lophodytes cucullatus) گونه‌ای از اردک ماهی‌خوار در زیرتیرۀ مرغابیان روآبچر است. این تنها گونه موجود در سردهٔ Lophodytes است. نام سردهٔ از واژهٔ زبان یونانی lophos به معنی «کاکل» و dutes به معنای «شناگر» گرفته شده است. پرنده از نظر ظاهری چشمگیر است. هر دو سرده دارای کاکل‌هایی هستند که می‌توانند آن‌ها را بلند یا پایین بیاورند و پرهای زادآوری نر دارای طرح و رنگ زیبا است. مرگوس کلاه‌دار دارای نوک اره‌ای است اما به عنوان یک مرگوس نمادین طبقه‌بندی نمی‌شود.
اردک‌های ماهی‌خوار کلاه‌دار، دومین گونه کوچک از مرگوس‌ها هستند، که تنها در اروپا و آسیا است، و همچنین تنها مرگوس است که زیستگاه بومی آن محدود به آمریکای شمالی است.